# 钱唐郡
钱唐郡，中国南北朝时设置的郡。
南陈祯明元年（587年）十一月置，後為陳恬王國，治所在钱唐县（今浙江省杭州市西灵隐山麓）。辖境相当今浙江省杭州市区（钱塘江以北）及富阳、临安、安吉、海盐、海宁等市县。隋朝开皇九年（589年）改置杭州。